# Атолл Суворова
Про атолл в цепи Ратак см. Така (атолл)
Атолл Суворова (англ. Suwarrow) — атолл в Тихом океане, в составе Северной группы островов Кука, в 825 км к северо-северо-западу от Раротонга.

## География
Атолл Суворова расположен в южной части Тихого океана в Полинезии. Ближайшим островом является находящийся в 305 км к северо-западу Нассау. По форме он напоминает четырёхугольник с периметром примерно 40 километров. Коралловые рифы шириной до 800 м окружают лагуну размерами 12 на 11 километров; имеется удобная бухта. Атолл состоит из 40 моту (площадь ни одного из них не превышает 0,1 км²), общей площадью 0,4 км² (из островов Кука меньшую площадь имеет только атолл Такутеа). Остров низкий, и при циклонах высокие волны могут прокатываться через него.
В 1978 году на острове был создан первый и пока единственный национальный парк Островов Кука. На атолле гнездятся многие морские птицы; здесь обитает регионально-значимая популяция пальмового вора.

## История
Атолл не имеет полинезийского названия. Он был открыт русским исследователем Михаилом Лазаревым, который побывал здесь 17 сентября 1814 года на корабле «Суворов». Команда нашла остров абсолютно необитаемым. Однако европейцы определённо посещали эти места на протяжении нескольких сотен лет до этого. Доказательством тому являются сундуки с монетами, обнаруженные здесь.
В середине XIX века команда, проводившая работы по подъёму затонувшего на местных рифах судна, случайно обнаружила сундук с монетами на сумму в 15 000 долларов (по другим данным 22 000), величину огромную по тем временам. Командовавший экспедицией Генри Мейр, опасаясь кровопролития, перепрятал сокровища, да так удачно, что они никогда больше не были найдены. Свидетели утверждали, что найденным монетам на тот момент было примерно сто лет. Предполагали, что этот клад принадлежал экспедиции английского мореплавателя Джорджа Ансона, который пересёк Тихий океан в 1742 году на корабле «Центурион», после того как потерял 5 кораблей в погоне за испанцами.
Главный остров когда-то был покрыт высоким лесом, но он был полностью вырублен в ходе активных поисков сокровищ. Зато на острове были обнаружены остатки каменных стен, фундамента, печь, кремнёвые ружья, мушкеты и скелет. Предполагается, что все эти останки появились здесь за 250 лет до этого, когда испанские галеоны начали совершать походы между западным берегом Америки и Филиппинами. Как правило, для этого использовался путь, проходивший севернее, но вполне вероятно, что какие-то корабли зашли южнее и потерпели крушение в результате сильных штормов, которые совсем не редкость для этих мест.
В 1950-х годах атолл Суворов стал домом для отшельника Тома Нили, родом из Новой Зеландии. Он прожил здесь с 1952 по 1954, с 1960 по 1963 годы и с 1967 по 1977. Свою жизнь на острове он описал в книге «Остров для себя», ставшей бестселлером.

## Население
В настоящее время (2011) атолл Суворова необитаем с октября по апрель, в остальное время там находятся рейнджеры, которых доставляет и забирает баржа вместе с припасами. Суда с острова Раротонга совершают сюда круизы, привозя любителей экотуризма и подводного плавания.